# Park Narodowy Las Palmas de Cocalán
Park Narodowy Las Palmas de Cocalán (hiszp. Parque nacional Las Palmas de Cocalán) – park narodowy w Chile położony w regionie O’Higgins, w prowincji Cachapoal, w gminie Las Cabras. Został oficjalnie utworzony 11 stycznia 1989 roku (nieoficjalnie istniał już od 1972 roku). Zajmuje obszar 37,09 km².

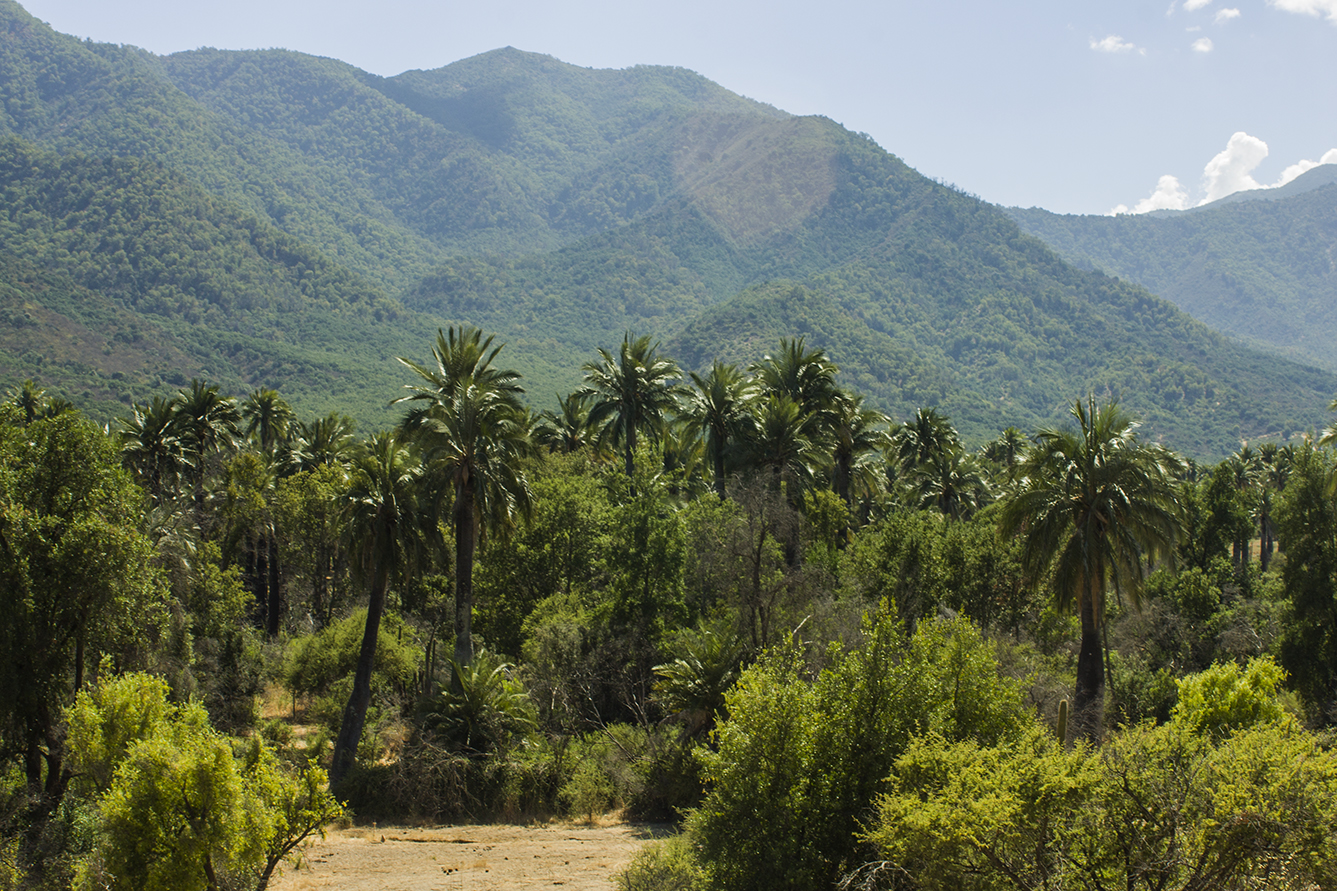

## Opis
Jest to jedyny park narodowy w Chile istniejący na terenie prywatnym. Obejmuje fragment Kordyliery Nadbrzeżnej (najwyższy szczyt Poqui – około 2000 m n.p.m.).

## Flora i fauna
Jednym z głównych powodów utworzenia parku narodowego była ochrona rosnącego tu lasu palmowego. Składa się on z około 3500 palm z endemicznego gatunku jubea okazała. W Czerwonej księdze gatunków zagrożonych mają one status EN (zagrożone wyginięciem). Jest to największe skupisko tych palm w Chile po lasach znajdujących się w niedaleko położonym Parku Narodowym La Campana. Inne rośliny występujące w parku to m.in.: Beilschmiedia miersii, Crinodendron patagua, narażony na wyginięcie Nothofagus glauca, Nothofagus macrocarpa, Lithrea caustica, Ribes punctatum, Cryptocarya alba i Peumus boldus.
Zwierzęta żyjące w parku to m.in.: nibylis andyjski, nibylis argentyński, ocelot argentyński, patagonka.